# Синагога «Бейкер» (Васильків)
50°10′28″ пн. ш. 30°19′03″ сх. д. / 50.174313° пн. ш. 30.317583° сх. д.
Синагога «Бейкер» — закинута синагога у місті Васильків, Київської області. Рідкісний зразок культової єврейської архітектури на Київщині.

## Історія
Київська губернія входила до межі єврейської осілості Російської імперії, завдяки чому у Василькові сформувалася велика єврейська громада. Вона продовжувала зростати через тимчасову заборону юдеям мешкати у Києві, яку видав у 1827 році цар Микола І. Значна кількість єврейських родин переселилися до маленьких містечок навколо Києва. На початку ХХ ст. у Василькові нараховувалося 10930 євреїв із загальної кількості громадян — 17660.
На початку ХХ ст. у Василькові звели нову муровану синагогу, на місці дерев'яного молитовного будинку. Синагога виходила на колишню вул. Костенкову (Велику Костенкову), між Базарною площею і вулицею Лікарняною. На цеглі синагоги виявлені клейма «А. Доломакін». (Завод Андрія (Адріана) Фомича Доломакіна, розташований на Великій Васильківській вулиці в м. Києві, згадується в кінці 1890-х років).
У 1927 році синагогу «Бейкер» закрили. Згідно «Протоколу № 27/328 Малої Президії Всеукраїнського Виконавчого Комітету» від 19.11.1927 молитовний відведено до потреб Південно-Західної залізниці, оскільки у місті є крім цього три єврейських молитовних будинки.
По вулиці Костенковій була проведена залізнична гілка, а будівлю синагоги пристосували під залізничний вокзал «Васильків–2», що він проіснував до 1990-х років. Потім будівлю передали під житло працівникам залізниці. З того часу будівля занепала.

## Галерея

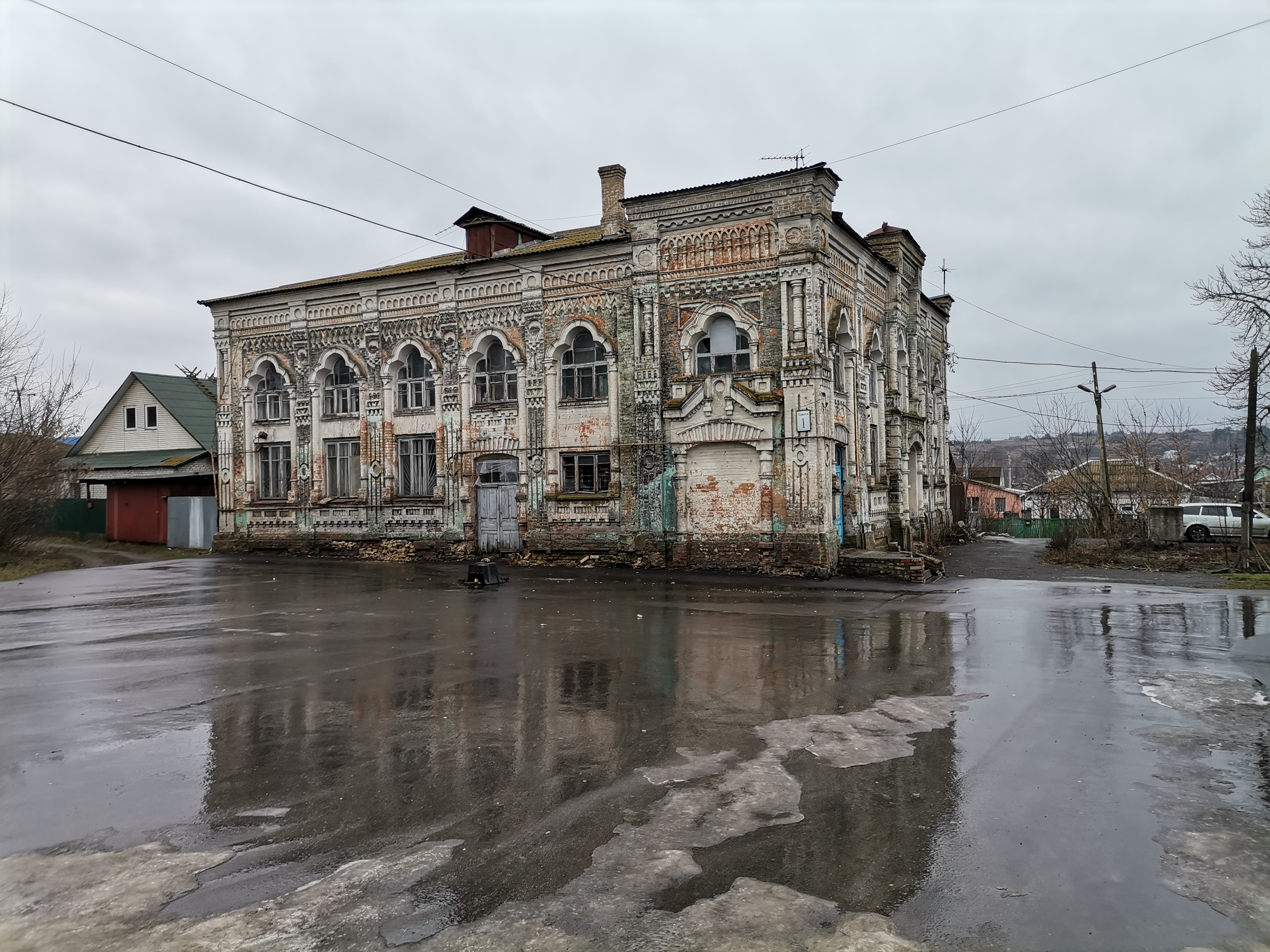
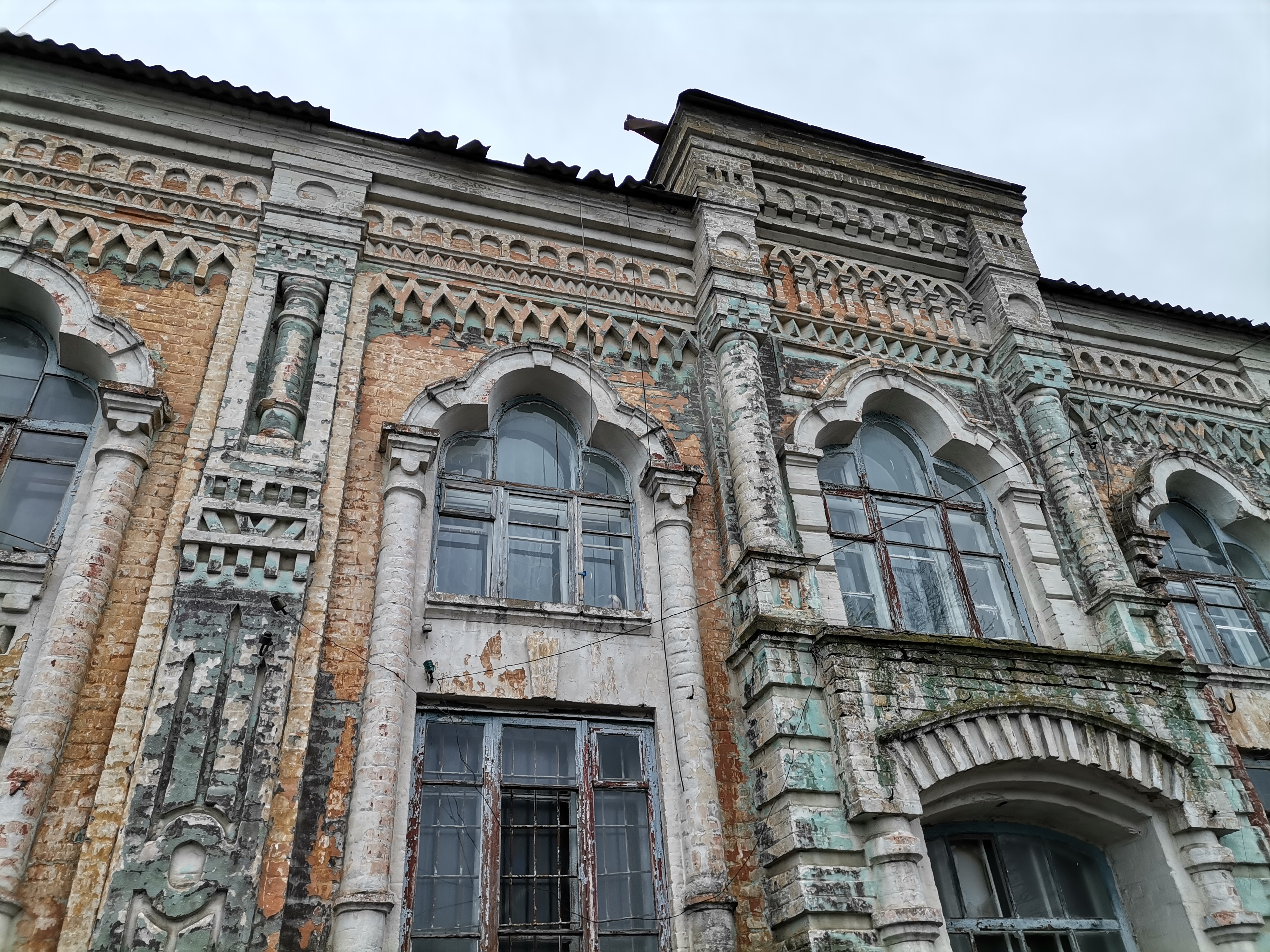
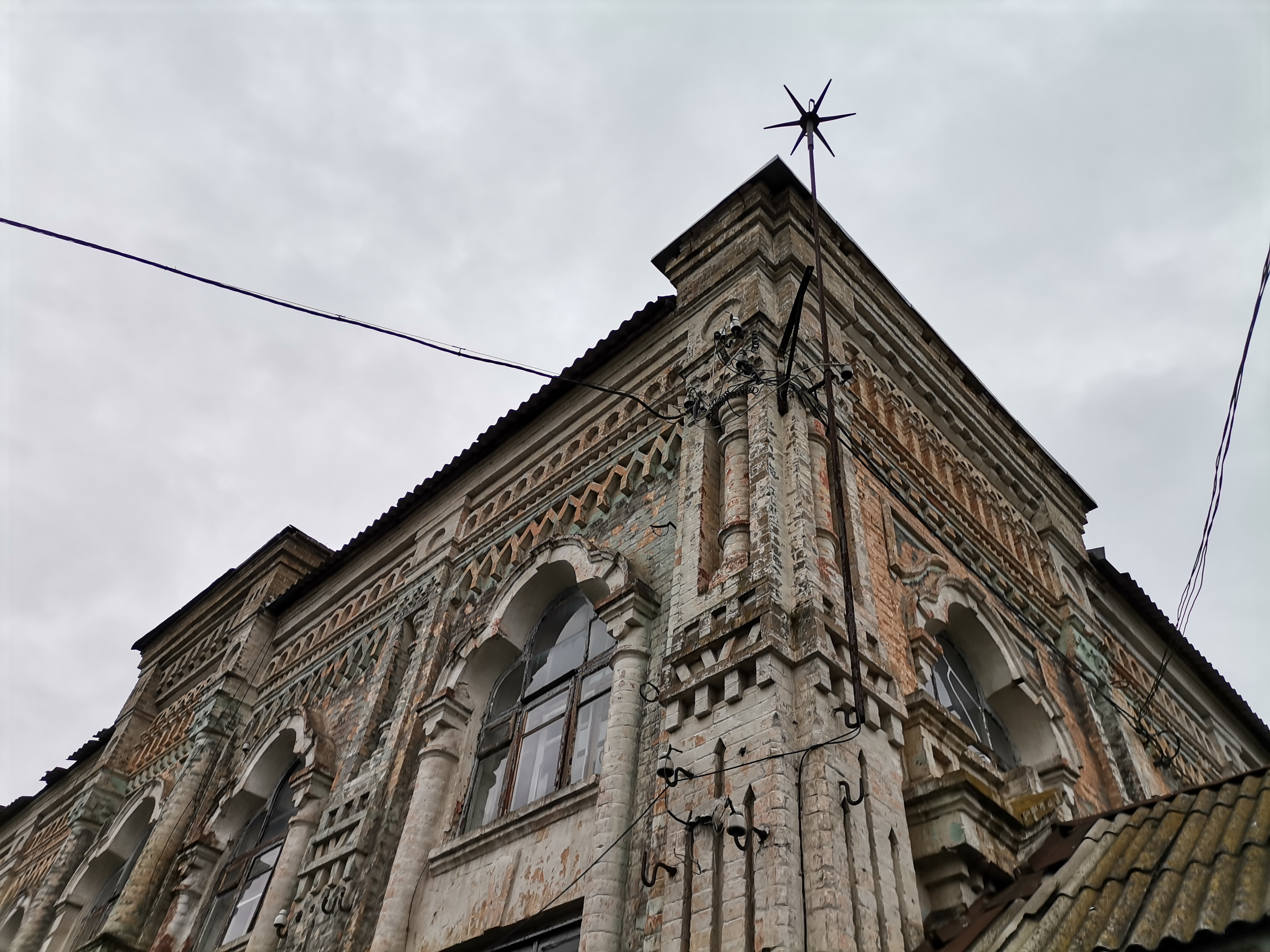

## Опис
Цегляна, двоповерхова з підвалом синагога. Стіни декоровані елементами середньовічної архітектури. Будівля має характерні типові ознаки єврейської культової споруди. Мала великий об'єм двоповерхової зали і галереї для жінок, на яку ведуть окремі сходи. На східній торцевій стіні влаштований виступ — «ковчег завіту», вівтарний шкап, для зберігання священних сувоїв.